# Elias Khoury

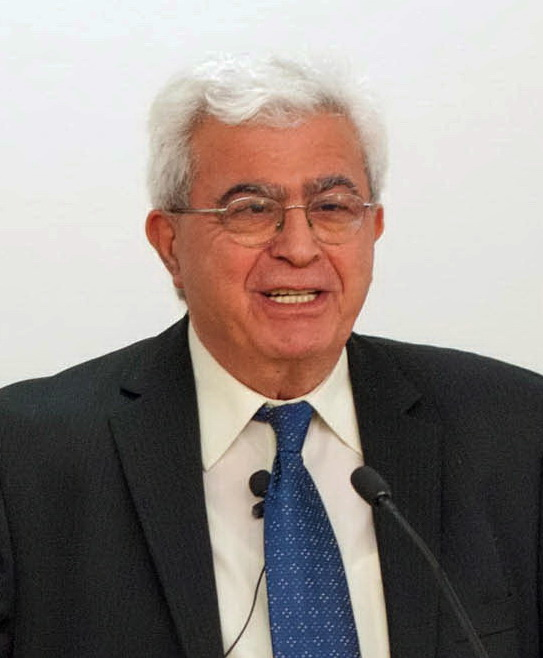
Elias Khoury (2016)

Elias Khoury (arabisch إلياس خوري Ilyas Churi, DMG Ilyās Ḫūrī; * 12. Juli 1948 in Beirut; † 15. September 2024) war ein libanesischer Schriftsteller und Journalist. Er veröffentlichte zahlreiche Romane auf Arabisch, die in mehrere Sprachen übersetzt wurden. Zuletzt lebte und arbeitete er in Beirut.

## Leben
Khoury wuchs in Beirut im vorwiegend christlichen Stadtteil Aschrafiyya als Sohn einer Familie griechisch-orthodoxer Konfession auf. Bereits in seiner Jugend verschrieb sich Khoury dem palästinensischen Befreiungskampf und arbeitete als Lehrer in palästinensischen Flüchtlingslagern. Im Alter von 19 Jahren reiste er nach Jordanien, um der dort ansässigen Fatah (Palästinensische Befreiungsorganisation PLO) beizutreten. Ab 1968 studierte er Geschichte und Soziologie an der Université Libanaise in Beirut und schloss das Studium 1973 mit einem Diplom der École pratique des hautes études in Paris ab, an der er seit 1970 immatrikuliert war. 
Zwischen 1973 und 1979 war Khoury im PLO-Forschungszentrum in Beirut angestellt. In dieser Zeit begann er die ersten eigenen Essays und Romane zu publizieren. Im 1975 beginnenden libanesischen Bürgerkrieg kämpfte er auf der Seite der Palästinenser. 
In den 1980er Jahren war Khoury ein Jahr lang Dozent für arabische Literatur an der Columbia University in New York und an verschiedenen höheren Schulen in Beirut. 2003 hatte er eine Gastprofessur für arabische Literatur und Komparatistik an der New York University. Seit 1992 war Khoury Herausgeber der Kulturbeilage der Beiruter Tageszeitung An-Nahar und von 1993 bis 1998 Direktor des Experimental-Theaters Masrah Bayrut. Er war stellvertretender Leiter des jährlich veranstalteten Ayloul-Festivals für experimentelle multimediale Kunst in Beirut. 2010/11 war Khoury Fellow am Wissenschaftskolleg zu Berlin.
In seinen Romanen, Theaterstücken und Essays äußerte sich Khoury kritisch zu gesellschaftspolitischen Zeitfragen und zur Nahostpolitik. Er galt als ein engagierter Intellektueller, der die Politik der USA und Israels, aber auch die gewisser arabischer Regime schonungslos kommentierte. Seine Romane handeln häufig von kriegsbedingter Emigration und dem Verlust von Heimat und Identität. 
Durch Ad-dschabal as-saghir (1977) erlangte Khoury auch über den Libanon hinaus Bekanntheit. In dem Roman wird die komplexe politische Realität im Libanon während des Bürgerkriegs durch verschiedene Charaktere aufgezeigt. Nach der Veröffentlichung wurde Khoury vorgeworfen, dass er kein echter Revolutionär sei, da er den Krieg in seinem Werk kritisiere. Seine Kritik am Bürgerkrieg sowie am linken und palästinensischen Lager trat in Abwab al-madina und Al-wudschuh al-baida (beide 1981) noch deutlicher zu Tage. Für sein bekanntestes Werk, Bab asch-schams, das die kollektive Entwurzelung des palästinensischen Volkes am Beispiel des Freiheitskämpfers Younes erzählt, wurde er 1998 mit dem Palästina-Preis ausgezeichnet. Dieser Roman wurde 2004 von Yousry Nasrallah verfilmt.
Stilistisch setzte Khoury in der libanesischen Literatur neue Akzente. Vom Werk Khalil Gibrans (1883–1931) beeinflusst wurde die Mission eines Schriftstellers bis dahin als gleichsam prophetisch romantisiert. Khoury hingegen verstand den Schriftsteller als Teil der Gesellschaft, der die Sprache der normalen Menschen spricht und in die Realitäten des Alltags eingebunden ist. So verwendete er in seinen Romanen in Dialogen kein Hocharabisch mehr, sondern verlieh ihnen Authentizität, indem er sie in der dialektalen Alltagssprache niederschrieb. Ein weiteres Charakteristikum seiner Werke ist die nicht-lineare Erzählweise, die es ihm immer wieder ermöglicht, politische und historische Zusammenhänge aus wechselnden Perspektiven greifbar zu machen.

## Bibliographie (Auswahl)
Romane
- An alaqat ad-da'ira. 1975.
- Ad-dschabal as-saghir. 1977. (Der kleine Berg)
- Al-wudschuh al-baida. 1981. (Die weißen Gesichter)
- Abwab al-madina. 1981. (engl. Gates of City. 1993)
- Rihlat Gandhi as-saghir. 1989. (engl. The Journey of Little Gandhi. 1994)
- Mamlakat al-ghuraba. 1993.
  - Das Königreich der Fremdlinge. übers. von Laila Chammaa. 1998, ISBN 3-86093-177-6
- Magma al-asrar. 1994.
  - Der geheimnisvolle Brief. übers. von Laila Chammaa. 2000, ISBN 3-406-46608-7
- Bab asch-schams. 1998.
  - Das Tor zur Sonne. übers. von Laila Chammaa. 2004, ISBN 3-608-93645-9
- Ra'ihat as-sabun. 2000. (Der Duft der Seife)
- Jalu. 2002.
  - Yalo. übers. von Leila Chamaa. Suhrkamp Verlag, Berlin 2011, ISBN 978-3-518-42224-3
- Ka'annaha ná'ima. 2007.
  - Als schliefe sie. übers. von Leila Chamaa. Suhrkamp Verlag, Berlin 2012, ISBN 978-3-518-42332-5

## Hörspiele
- 2006 Das Tor zur Sonne, WDR, Bearbeitung und Regie: Leonhard Koppelmann